# Saga de Hervör
A Saga de Hervör ou Saga de Hervarar (em nórdico antigo: Hervarar saga ok Heiðreks konungs) é uma saga lendária islandesa do século XIII, de autor desconhecido, que combina temas de diversas sagas mais antigas. Existe em três versões distintas, uma das quais contém uma "lista de regentes suecos" do século VII ao século XII.
É considerada valiosa por vários motivos, ademais de suas qualidades literárias. Ela contém tradições de guerras entre godos e hunos, a partir do século IV, e sua última parte é usada como fonte para a história medieval sueca. O escrito britânico J. R. R. Tolkien empregou-a como fonte de inspiração para as lendas da Terra Média. No entanto, a saga pode ser mais apreciada por suas descrições memoráveis.
Existem várias cópias desta saga, entre as quais, no manuscrito medieval islandês Hauksbók.

## Sinopse

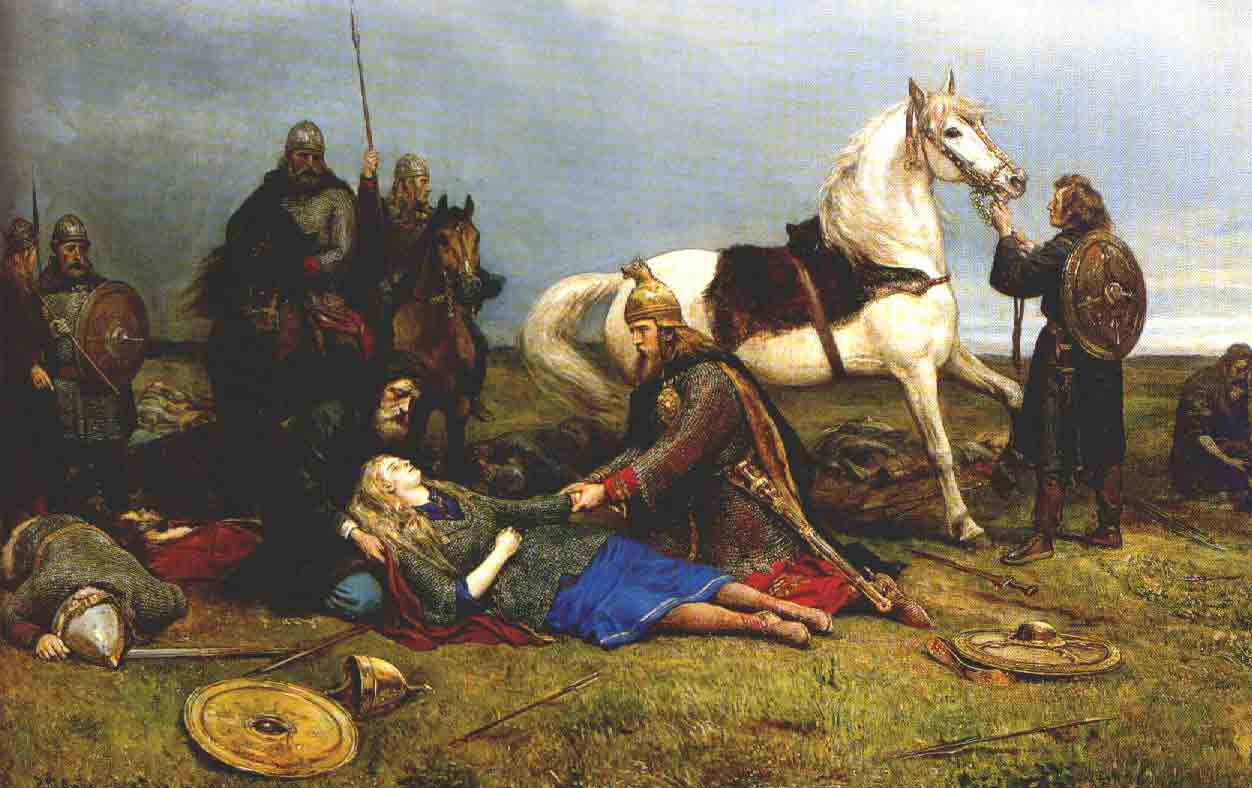
Morte de Hervor por Peter Nicolai Arbo.

A saga narra a história da espada Tyrfing e como ela foi forjada e amaldiçoada pelos anões Dvalinn e Durin para o rei Svafrlami. Mais tarde, ele a perdeu para o Berserker Arngrim de Bolmsö que a deu a seu filho Angantyr. Angantyr morreu durante uma briga em Samsø contra o herói sueco Hjalmar, cujo amigo Orvar-Odd enterrou a espada amaldiçoada em um túmulo, juntamente com Angantyr. O túmulo acaba sendo recuperado pela filha de Angantyr, Hervor, a guerreira que convocou seu pai morto para reivindicar sua herança. Em seguida, a saga continua com ela e seu filho Heidrek, o rei de Reidgotlândia. Entre seus filhos, Angantyr e Hlod, há uma grande batalha sobre a herança de seu pai e Hlod é auxiliado pelos hunos. No entanto, Hlod é derrotado e morto.
No final, a saga relata que Angantir, teve o filho Ulfhamr Heidhrekr que foi o rei de Reidgotlândia por um longo tempo. A filha de Heidhrekr foi Hildr e ela teve o filho Haldano, o Valente, que foi o pai de Ivar Vidfamne. Depois, Ivar Vidfamne seguir uma lista dos reis da Suécia, reais e semi-lendários, terminando com Felipe Halstensson, mas isso provavelmente foi composto separadamente do resto da saga e integrado com ele em redações posteriores.